# Accordia
Accordia var ett svenskt varumärke på dragspel.
1932 respektive 1934 kom de italienska dragspelsbyggarna, Virgilio Verri och Orlando Gratti till Hagströmfabriken i Älvdalen på uppdrag av Albin Hagström. Under deras ledning byggdes produktionen upp och utvecklades.
1937 blev båda engagerade i starten av en ny fristående firma i Stockholm, med tillverkning av dragspel under varumärket Accordeon. Efter en tids verksamhet erbjöd man Hagström att köpa rörelsen. 
1 oktober 1938 övertog AB Albin Hagström denna rörelse och ändrade en tid senare namnet på varumärket till Accordia. Efter övertagandet expanderade verksamheten snabbt, med nyanställningar och flytt till rymligare lokaler som följd. Accordias verksamhet pågick t.o.m. 1955.